# Sirpa Paatero
Sirpa Hannele Paatero, née Peltonen le 9 septembre 1964 à Karhula, est une femme politique finlandaise membre du Parti social-démocrate de Finlande (SDP).

## Biographie

### Engagement politique
Elle fait son entrée à la Diète nationale le 1er février 2006, en conséquence de la démission de Sinikka Mönkäre. Candidate aux élections législatives du 18 mars 2007, elle est réélue et totalise 6 176 voix.
À l'occasion du scrutin du 17 avril 2011, elle remporte un nouveau mandat de la circonscription de Finlande du Sud-Est, engrangeant 5 392 suffrages préférentiels. Elle devient première vice-présidente du groupe parlementaire du SDP le 22 juin suivant.

### Entrée au gouvernement
Le 26 septembre 2014, à la suite du départ de la Ligue verte (Vihr) de la coalition gouvernementale, Sirpa Paatero est nommée ministre du Développement international dans le gouvernement de coalition centriste du Premier ministre conservateur Alexander Stubb.
Elle est de nouveau élue, de la circonscription de Finlande du Sud-Est, à la Diète nationale aux élections du 19 avril 2015, avec 9 764 voix de préférence.
Le 6 juin 2019, elle devient ministre des Affaires locales et des Réformes dans le gouvernement Rinne. Elle provoque la chute de ce dernier à la suite de révélation la concernant. Sirpa Paatero est en effet accusée d'avoir été au courant du projet du service postal de modifier le statut d'un grand nombre de ses agents vers un autre plus précaire, et de l'avoir sciemment caché aux députés. Rinne continue à assurer les affaires courantes jusqu'à la nomination du gouvernement Marin, dont elle est exclue.

### Vie privée
En 1987, elle se marie avec Antti Paatero. Ils ont deux enfants et résident à Kotka, dans la région de la vallée de la Kymi.